# Тэмари

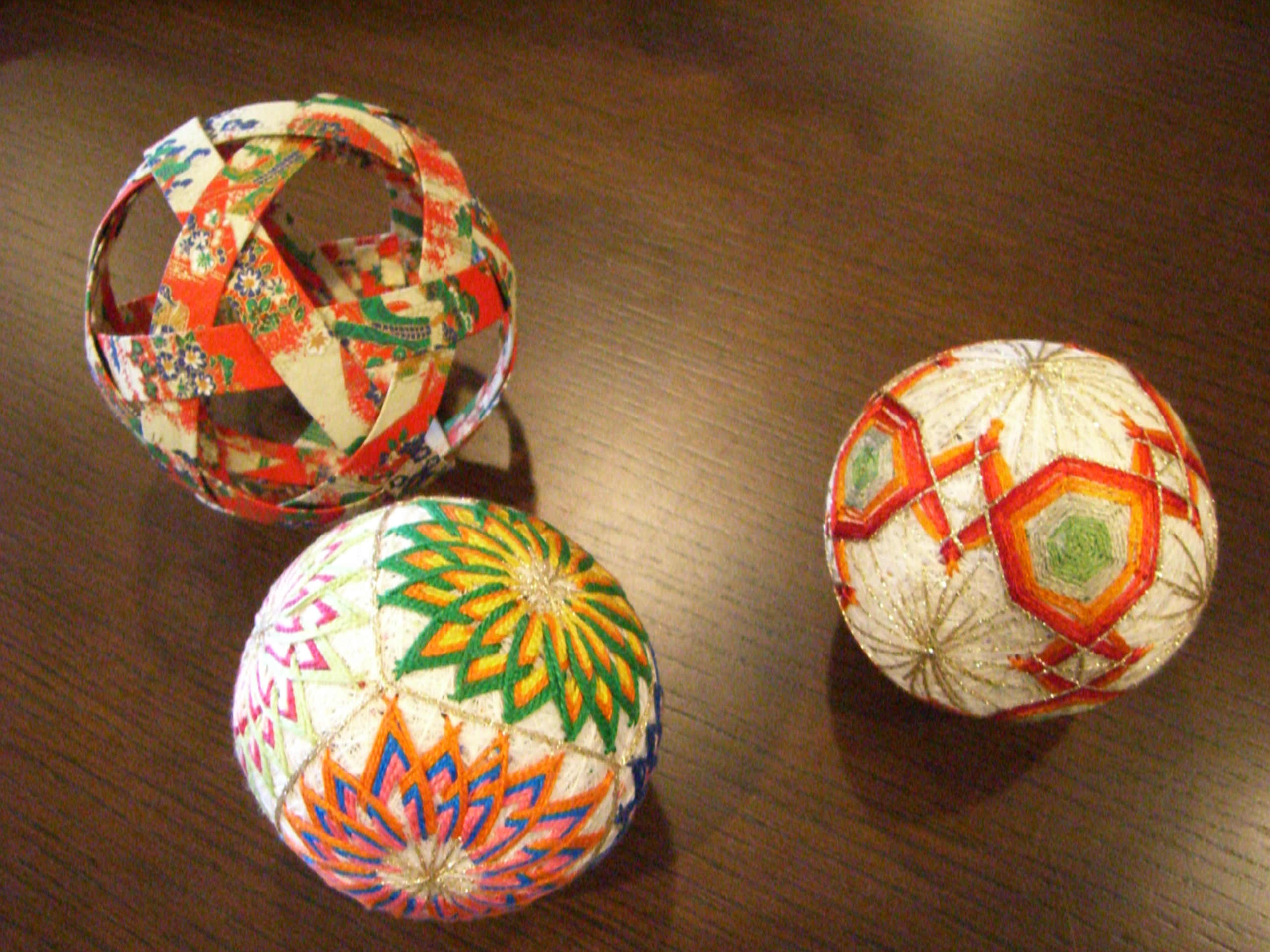
Пример тэмари

Тэмари (яп. 手まり、手毬、手鞠 тэмари, «Ручной мяч») — японская национальная техника вышивания на шарах.

## История
Шары тэмари — народный промысел, который возник в Китае. Первоначально шары делались матерями и бабушками для детей из обрезков старых кимоно. Ткань ужималась, обматывалась нитками и расшивалась декоративными узорами. В VIII веке Япония импортировала мячи из Китая. Вначале шары предназначались для игры ногами (их делали настолько тугими, что они фактически подпрыгивали), позднее подобные игрушки использовали уличные жонглёры, но со временем шары тэмари приобретали все более декоративный статус. Мячи с вышивкой шелковыми нитками появились в XIV—XVI веках. Первыми их стали делать дочери самураев. После замужества они в свободное время занимались вышиванием.
В XIX веке для тэмари начали использовать нитки из хлопка. Искусство постепенно превратилось в народное. В сюжетах вышивок, которые становились все более разнообразными, отражалась принадлежность умельцев к тому или иному сословию. Кроме того, каждый регион Японии имел характерные только для него орнаменты.
Сейчас искусство тэмари распространено по всему миру. В Японии существует музей тэмари и Японская Ассоциация тэмари, а также различные школы, по результатам обучения в которых присваивается определённая степень мастерства.

## Материалы
Традиционно для выполнения основы используются полоски мягкой ткани длиной 30—40 и шириной 1,5—2 см. Основу можно делать из любых материалов, чаще всего шары заполняют рисовой шелухой. Часто в неё вставляют колокольчики или мелкие шарики, для того, чтобы шарик гремел или звенел. Основу обматывают катушечными нитками (шерстяными или хлопчатобумажными), а затем делают разметку и по ней наносят вышивку. Основной рисунок выполняется шелковыми и синтетическими нитками или мулине. Иногда шар украшается кистью из ниток и бусин.

## Приспособления
Для работы над тэмари нужны штопальные иглы разных размеров, булавки с петелькой или шляпкой на конце, ножницы, бумага, карандаш, линейка (или циркуль), нитки нескольких видов (катушечные нитки и нитки для вышивания).